# Hermann Carl Vogel
Pour les articles homonymes, voir Hermann, Carl et Vogel.
Hermann Carl Vogel (3 avril 1841 à Leipzig, Royaume de Saxe - 13 août 1907 à Potsdam, Brandebourg, Prusse) est un astronome allemand. 
Il fut l'un des pionniers dans l'utilisation du spectromètre en astronomie, et utilisa cet instrument pour analyser l'atmosphère des planètes du système solaire. Il fut le premier à déterminer la période de rotation du Soleil à l'aide de l'effet Doppler.

## Biographie
En 1882 il devint directeur de l'observatoire de Potsdam. Il est surtout connu pour avoir découvert en 1890 que le spectre lumineux de certaines étoiles se décale légèrement en fonction du temps, se déplaçant vers le rouge puis vers le bleu. L'interprétation de ce résultat fut que l'étoile se rapprochait puis s'éloignait de la Terre, et que les décalages dans le spectre étaient les conséquences de l'effet Doppler. Ces étoiles semblaient orbiter autour d'un centre de masse invisible, et étaient donc des étoiles doubles. Il est cependant impossible à l'heure actuelle de détacher le couple d'étoiles à l'aide d'un télescope, elles sont donc désignées comme étant des binaires spectroscopiques.
En obtenant les décalages du spectre lumineux d'Algol, il prouva que l'étoile était double, ce qui fit d'Algol la première binaire spectroscopique connue (et bien sûr elle est également une binaire à éclipses).

## Distinctions et récompenses
- Médaille d'or de la Royal Astronomical Society (1893)
- Médaille Henry Draper (1893)
- Médaille Bruce (1906)
- Le cratère Vogel (en) sur la Lune et le cratère Vogel (en) sur Mars
- L'astéroïde (11762) Vogel a été nommé en son honneur